# Alert Bay
Alert Bay è un villaggio del Canada, situato sull'isola del Cormorano, nella Columbia Britannica, nel distretto regionale di Mount Waddington.

## Galleria d'immagini

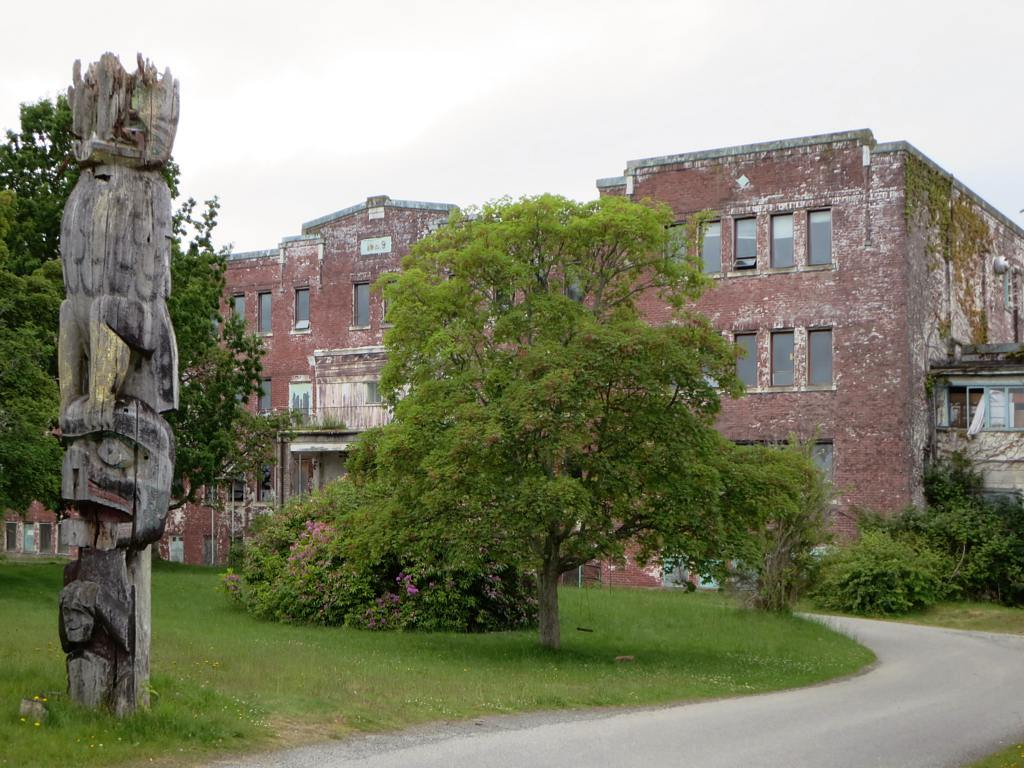
Scuola residenziale indiana di San Michele
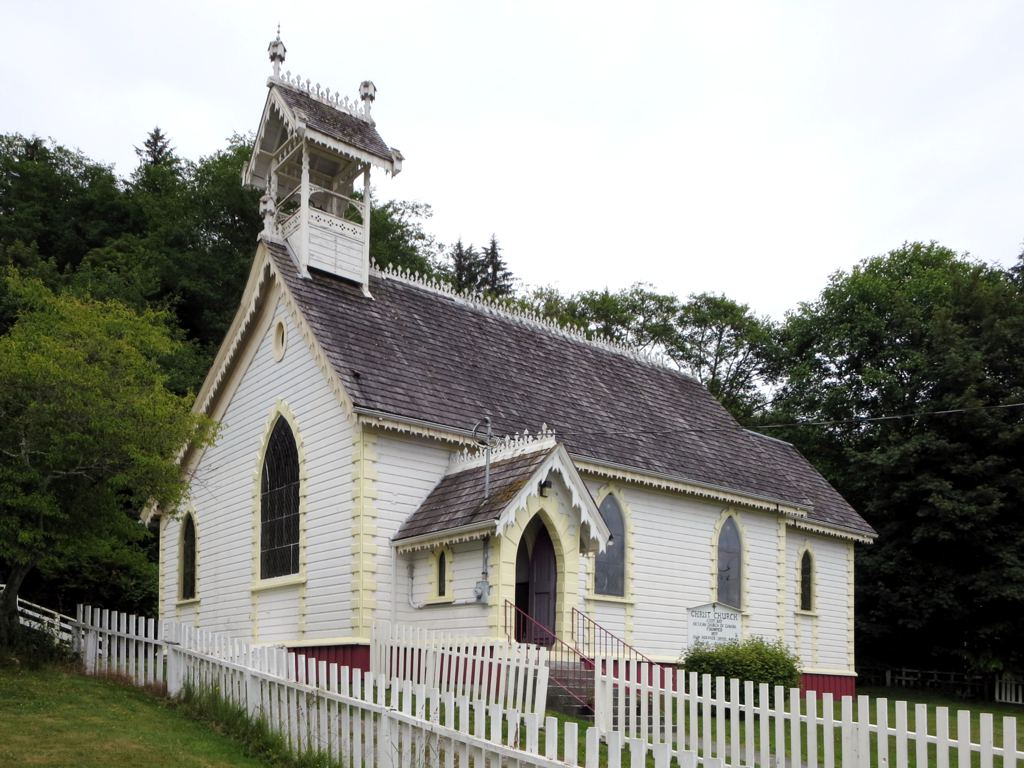
Chiesa Anglicana